# Drachenschwanz
Der Drachenschwanz ist mit 225 m die längste Holzbrücke Europas. Die Fußgängerbrücke im thüringischen Ronneburg wurde anlässlich der Bundesgartenschau 2007 errichtet und am 4. August 2006 eingeweiht. Sie führt über das Gessental und verbindet zwei Areale der Neuen Landschaft Ronneburg, des Ronneburger BUGA-Areals, miteinander.
Die Brücke ist eine Spannband-Konstruktion aus Holz nach einem Entwurf des Münchener Architekten Richard Johann Dietrich. Ihre größte Höhe über Grund beträgt 25 m und ihre Breite 3,0 bis 4,3 m. Die Stützweiten sind 65 m + 15 m + 65 m + 15 m + 65 m = 225 m. In der Brücke stecken 1100 Festmeter Holz, die bei der Brückenabnahme die (Best-)Note 1,5 erhielt. Die Kosten beliefen sich nach Angabe des Architekturbüros auf 1,6 Millionen Euro.
Der Name Drachenschwanz leitet sich vom wellenförmigen Verlauf des Bauwerks ab und wurde in einem Leserwettbewerb einer lokalen Zeitung ermittelt. Der ursprünglich vorgeschlagene Name war zwar Drachenrücken, aufgrund der holprigen Aussprache wurde daraus dann aber Drachenschwanz.
Als eines von vier deutschen Verkehrsbauwerken wurde der Drachenschwanz am 22. November 2007 mit dem Renault Traffic Future Award 2007 ausgezeichnet.